# Sergio Marcello
Sergio Marcello de son vrai nom Sergio Marcellin Fouamno, né le 1er août 1975 à Bafoussam et mort le 9 mai 2019 à Douala, est un acteur et réalisateur du cinéma camerounais.

## Biographie

### Enfance et début
Sergio Marcello est né le 1er août 1975 à Bafoussam dans la Région de l'Ouest au Cameroun.

### Carrière
En 2002, il commence sa carrière au Nigéria, puis il rentre au Cameroun en 2009 notamment avec la série Paradis. 

### Décès
Il décède le 09 mai 2019 des suites de maladie à l'hôpital générale de Douala. 

## Filmographie
- 2021: Un amour malentouen[3].
- 2009: Paradis[3].
- Les minutes de mamiton[4].
- 2014 : Ntah Napi
- 2017: Ntah Napi 2

## Prix
- 2014: Meilleur film camerounais au Festival Ecrans Noirs pour le film Ntah Napi co-réalisé avec Ousmane Stephane[1].